# Rumænien ved sommer-OL 2020
Rumænien deltog under Sommer-OL 2020 i Tokyo, som blev afviklet i perioden 23. juli til 8. august 2021.

## Medaljer
| 2020 Tokyo | Guld | Sølv | Bronze | Total |
| Rumænien   | 1    | 3    | 0      | 4     |

### Medaljevinderne
| Rumænien under sommer-OL 2020 i Tokyo | Rumænien under sommer-OL 2020 i Tokyo                                             | Rumænien under sommer-OL 2020 i Tokyo | Rumænien under sommer-OL 2020 i Tokyo | Rumænien under sommer-OL 2020 i Tokyo |
| Medalje                               | Navn                                                                              | Sport                                 | Event                                 | Dato                                  |
| ------------------------------------- | --------------------------------------------------------------------------------- | ------------------------------------- | ------------------------------------- | ------------------------------------- |
| Guld                                  | Nicoleta-Ancuța Bodnar Simona Radiș                                               | Roning                                | Dobbeltsculler                        | 28. juli                              |
| Sølv                                  | Ana Maria Popescu                                                                 | Fægtning                              | Kårde                                 | 24. juli                              |
| Sølv                                  | Mihăiță Vasile Țigănescu Mugurel Semciuc Ștefan Constantin Berariu Cosmin Pascari | Roning                                | Firer uden styrmand                   | 28. juli                              |
| Sølv                                  | Marius Cozmiuc Ciprian Tudosă                                                     | Roning                                | Toer uden styrmand                    | 29. juli                              |